# 2001 Maniacs
2001 maniacs è un film horror del 2005 diretto da Tim Sullivan, remake del film Two Thousand Maniacs!, girato nel 1964 e diretto da Herschell Gordon Lewis). In Italia è inedito.

## Trama
(Harper Alexander)
Anderson Lee e i suoi inseparabili amici Nelson e Cory partono in vacanza nel sud degli Stati Uniti, dimenticando le lezioni del loro professore universitario che aveva accennato loro della strage dei civili del sud da parte dei soldati nordisti durante la guerra civile. Per strada incontrano un gruppo di ragazzi formato da Joey, Kat e l'omosessuale Ricky. I sei fanno amicizia e decidono di vedersi a Daytona Beach per trascorrere le vacanze di primavera insieme, ma una deviazione li conduce in una città apparentemente idilliaca, Georgia di Pleasant Valley, dove è in corso un "Guts and Glory Giubileo" in onore della guerra civile americana. Arriva in città anche un uomo di colore, Malcolm, insieme alla sua fidanzata, Leah, di origini cinesi. Gli otto conoscono i personaggi più stravaganti e ambigui del paesino, tra cui il sindaco Buckman e nonna Boone. Durante la loro permanenza nella città, completamente isolata dal mondo esterno, vengono sistematicamente separati e uccisi in maniera cruenta da parte dei residenti.
Due studenti riescono a fuggire, ma, dopo aver allertato le autorità, vengono a sapere che "Pleasant Valley - Popolazione: 2001" non è altro che un cimitero. Una targa rivela che gli abitanti della città non si daranno pace fino a quando il reato non sarà stato "ripagato" dagli yankee. Poi vengono decapitati sulla loro moto. Le teste vengono raccolte da Hucklebilly mentre cammina lungo la strada e infine svanisce.

## Sequel
Nel 2010 Sullivan ha realizzato il seguito della pellicola, intitolato 2001 Maniacs: Field of Screams.